# Паджо Другом Жигпо
Пхаджо Другом Жигпо (Тибетский: ཕ་ཇོ་འབྲུག་སྒོམ་ཞིག་པོ, Вайли: pha jo 'brug sgom zhig po) [1184-1251 / 1208—1275] был тибетским буддистом, особенно важной фигурой в раннем распространении школы Друкпа в Бутане, где он почитается как эманация Авалокитешвары. Его потомки сыграли важную роль в истории Бутана. Священные места, связанные с Пхаджо Другом Жигпо и его потомками, включены в предварительный список Бутана для включения в Список объектов всемирного наследия ЮНЕСКО.

## Биография

### Ранние годы
Незадолго до своей смерти основатель школы Друкпа Цангпа Гьяре Еше Дордже сказал своему племяннику и наследнику Онре Дарма Сенге (1177—1237): «Придет сын Кхампы из Кхама. Но он не встретится со мной. Ты присмотри за ним. Отправь его в южную долину, которую посетил и благословил Оргьен Падма Юнгне. Он окажет большую услугу Будде Дхармы».
Пхаджо Другом Жигпо родился, вероятно, в 1184 году в Янцзе Бабчу (ryang tse 'bab chu), Ташиганг в регионе До-Кам Восточного Тибета, младшим из трех сыновей купца Дабзанга (zla-bzang), принадлежавшего к ветви клана Гья (rgya), и его жены Ачи Палмо Кьид (a lce dpal mo skyid). Изначально его звали Дондруб Гьялцен. Тибетское жизнеописание Пхаджо и религиозные истории Друкпа Кагью из Бутана рассказывают о различных благоприятных и чудесных знамениях, сопровождавших его зачатие, беременность матери и рождение, и сообщают, что он был упрямым и быстро развивающимся ребенком.
В возрасте семи лет он начал учиться у местного священника Ньингмы, который обучил его чтению и письму. В возрасте 12 лет он отправился учиться к мастеру Ньингма по имени Тхарпалингпа, который дал ему полный набор обетов мирского подвижника и имя Тарпа Гьялцен. От этого учителя он получал наставления по порождению великой мысли о просветлении, учения по уровням Маха, Ану и Ати Тантры, Дзогчен и, в частности, наделение силой и учения по «всем циклам Махакару» (Mahākāruṇika) (Великий Сострадательный — имя Авалокитешвары). Он также получил все циклы и полномочия Восьми заповедей (bka brgyad).
От ламы он также получил наставления по тексту «Махамудра, рассеивающая тьму невежества» и чодскому тексту «Глубокое учение о рассечении объектов во время одиночного сидения». Затем он провел длительную медитацию в Лингкар Драк, месте, благословленном Гуру Падмасамбхавой.

### Встреча с Сангей Онре Дарма Сенге
Однажды он узнал о духовной репутации Цангпа Гьяре от торговцев из Джанг Таклунга. Одно лишь упоминание имени Цангпа Гьяре вызвало в нем глубокое чувство преданности, и на его глаза навернулись слезы. Движимый великой преданностью, он решил отправиться в Ралунг, чтобы увидеть Цангпа Гьяре. Он попросил у своего учителя разрешения отправиться в паломничество в Лхасу и Самье. Получив от учителя все необходимые наставления, он отправился в путь. Ему потребовался почти год, чтобы добраться до тибетского региона У-Цанг.
Находясь в Самье, он услышал от двух аскетов весть о кончине Цангпа Гьяре и потерял сознание. Когда он пришел в себя, то услышал об Онре Дарма Сенгье, регенте Цангпа Гьяре в Ралунге, чьи духовные достижения были равны достижениям Цангпа Гьяре. В возрасте 33 лет Тхарпа Гьялцен прибыл в Ралунг. По указанию Цангпа Гьяре Онре Дарма Сенгье принял его в ученики и передал учения традиции Друкпа Кагью. Получив учения примерно за год, Тхарпа Гьялцен медитировал в Джекаре и Лонгдоле и «упорно практиковал медитацию в течение трех лет и полностью осуществил реализацию». В частности, он в совершенстве овладел Махамудрой". Затем он вернулся к своему мастеру Онре Дарма Сенгье и рассказал о своем опыте, и Онре, впечатленный его реализацией, дал ему имя Пхаджо Другом Жигпо и даровал ему полноценные посвящения и учения Речунгпы «Передача Самвары шепотом на ухо» (bde mchog snyan rgyud).
В нужное время Онре Дарма Сенье рассказал Пхаджо о пророчестве Цангпа Гьяре и дал ему указания относительно его занятий. В 1224 году, в возрасте 40 лет, Пхаджо отправился в Бутан, для исполнения пророчества Цангпа Гьяре.

### Занятия в Бутане
Во время прибытия Пхаджо в Лингжи, в Бутане, корова, принадлежавшая местному богачу по имени Матонг Гьи, родила теленка с головой осла и хвостом змеи. Он обратился за помощью к Пхаджо. Пхаджо подчинил злого духа, и теленок превратился в нормального теленка. Все кочевники Лингжи собрались вместе и предложили Пхаджо Джаго-дзонг и все прилегающие земли.
Затем Пхаджо в течение месяца медитировал в Паро Такцанг. В видении во время медитации Гуру Падмасамбхава дал ему наставление отправиться в путешествие по стране и медитировать в двенадцати местах:
- Четыре Дзонга (крепости) — Такцанг Сенгье Самдруб Дзонг, Таго Чойинг Дзонг, Линчжи Джаго Дзонг и Янце Тхубо Дзонг;
- Четыре Дракса (скалы) — Гом Драк, Тукче Драк, Цечу Драк и Дечен Драк
- Четыре Пхуга (пещеры) — Цедон Пхуг, Гава Пхуг, Лангтанг Пхуг и Сенгье Пхуг.

Во время пребывания в Даркар Лаце Пхаджо встретил Ачог и взял ее в супруги. Родился сын, которому дали имя Дампа. Когда Пхаджо отправился в Ванг Синмо, на мосту Чагзам он встретил Сонам Палдрон, девушку с признаками Дакини. Поскольку встреча с ней была предсказана Пхаджо в видении, он взял ее в супруги. Мост стал известен как Лунгтен Дзампа, или «Мост пророчества». Пхаджо дал ей все наставления и полномочия традиции Друкпа. Затем они отправились медитировать в пещеру Додена, где сегодня находится монастырь Таго. В видении во время медитации Хаягрива наставлял Пхаджо продолжать свой род через детей, чтобы распространять традиции рода Друкпа. Через девять месяцев Сонам Палдрон родила дочь.
Оставив свою супругу и дочь в Додене, Пхаджо отправился медитировать во все предсказанные места. Однажды, когда он находился в Дечен Драк, нить на его четках порвалась, и четки рассыпались во все стороны. Это было предзнаменованием того, что в будущем его учение распространится по всей стране.
До прихода Пхаджо Другома последователи Ньое Гьялва Лханангпа, ученика Кьобпы Джигтена Сумгона (1143—1217), основателя Дрикунг Кагьюд, известного как Лхапа, имели большое влияние и контролировали большую часть западного Бутана. Однако в более поздние периоды Пхаджо преодолел господство Лхапы.
Сонам Палдрон родила семь сыновей. Однажды Пхаджо привел всех семерых сыновей на мост и, призвав божеств решить, кто из сыновей — демоны, а кто сохранит его род, бросил всех в реку. Трое сыновей утонули, а четверо остались невредимы. Эта история распространилась по стране, и Лхакпы, более поздние носители линии учения Лханангпы (то есть Дрегунг Кагуе), как говорят, стали завистливыми и враждебными. Говорили, что Лхапас отправил Пхаджо письмо, в котором говорилось: «Вы не можете распространять свое учение без общего согласия, поскольку я впервые начал учение в этой стране. Вы должны либо заботиться о монастыре Джател Дзонг, либо служить ему по взаимному согласию. В противном случае у нас возникнут разногласия».
Пхаджо отверг угрозу и написал ответ, в котором говорилось, что он был послан Онре Дарма Сенгье в соответствии с пророчеством Цангпа Гьяре для распространения учений рода Друкпа. Затем между лхапами и Пхаджо начался спор, в ходе которого произошел обмен силами и властью, в результате Пхаджо добился преемственности, обойдя лхапов и распространив учение Друкпа Кагью. Когда эти новости были переданы Ноге Гелва Лханангпе, он сказал своим последователям, что распространение Друкпы было предрешено для маленького королевства, а правители королевства будут из его рода.
Пхаджо начал систематически распространять учения линии Друкпа. Он прочно укоренил учение линии Друкпа в качестве основной школы в землях Западного Бутана и оказал значительное политическое и духовное влияние на остальную часть страны. Он передал учение своим сыновьям и отправил их в разные районы. Они правили в соответствии с принципами Дхармы. В 1251 году, в возрасте 68 лет, Пхаджо умер в Таго.